# Lago Vergara
El lago Vergara es una masa de agua superficial léntica ubicada en la isla Grande de Tierra del Fuego, en la Provincia de Tierra del Fuego comuna de Porvenir en la Región de Magallanes y la Antártica Chilena.

## Ubicación y descripción
El inventario público de lagos de Chile lo incluye con las siguientes características:
- Código: 12864096-7
- Latitud S: 53G 14M
- Longitud W: 69G 11M

Su espejo de agua abarca 16,4 km². Sin embargo, la misma fuente informa, en 2021, que este lago ha permanecido seco desde hace 15 años.: 47+49 

## Hidrología
El lago Bello y el lago Vergara aparecen en el mapa del IGM de 1945 (en escala 1:500000) como pertenecientes a dos cuencas endorreicas diferentes. El primero con el río China y el segundo con el cañadón Portales como respectivos cauces principales.